# Valdir Benedito
Valdir Benedito (nacido el 25 de octubre de 1965) es un exfutbolista brasileño que se desempeñaba como centrocampista.
En 1991, Valdir Benedito jugó 3 veces para la selección de fútbol de Brasil.

## Trayectoria

### Clubes
| Club                | País   | Año       |
| ------------------- | ------ | --------- |
| Ferroviária         | Brasil | 1986      |
| Platinense-PR       | Brasil | 1987-1988 |
| Internacional       | Brasil | 1988-1989 |
| Atlético Paranaense | Brasil | 1990-1992 |
| Atlético Mineiro    | Brasil | 1992-1995 |
| Kashiwa Reysol      | Japón  | 1995-1997 |
| Cruzeiro            | Brasil | 1998      |
| Atlético Mineiro    | Brasil | 1999-2001 |
| Atlético Paranaense | Brasil | 2001      |
| Avaí                | Brasil | 2001      |
| América             | Brasil | 2002      |
| São Raimundo        | Brasil | 2002      |
| Internacional       | Brasil | 2003      |

### Selección nacional
| Selección | País   | Año  |
| --------- | ------ | ---- |
| Absoluta  | Brasil | 1991 |

## Estadística de equipo nacional
| Selección de fútbol de Brasil | Selección de fútbol de Brasil | Selección de fútbol de Brasil |
| Año                           | Part.                         | Goles                         |
| ----------------------------- | ----------------------------- | ----------------------------- |
| 1991                          | 3                             | 0                             |
| Total                         | 3                             | 0                             |